# Orde van de Feniks (Harry Potter)
De Orde van de Feniks (Engels: Order of the Phoenix) is een organisatie uit de Harry Potterboeken van Joanne Rowling. De organisatie wordt bij de lezer geïntroduceerd in Harry Potter en de Orde van de Feniks, het vijfde deel uit de boekenreeks.
De Orde van de Feniks was een door Albus Perkamentus opgerichte geheime organisatie die zich verzette tegen Heer Voldemort en zijn volgelingen: de Dooddoeners. De originele Orde werd opgestart rond 1970, nadat Voldemort terugkeerde naar Engeland en er zijn plannen om over het Ministerie van Toverkunst te regeren en Dreuzeltelgen uit te roeien ten uitvoer bracht. De Orde van de Feniks werkte tijdens de Eerste Tovenaarsoorlog samen met het Ministerie, zodat ze sterk stonden tegen de opstand van de Dooddoeners. In 1981 kende de Orde haar eerste overwinning, toen Heer Voldemort werd verslagen in zijn poging Harry Potter te vermoorden. Vele leden hadden intussen het leven gelaten.
Na de overwinning werd de Orde voor lange tijd opgedoekt. Pas in 1995 beleefde de organisatie een heroprichting, toen Harry Potter getuige was van Voldemorts terugkeer in Havermouth. Het Ministerie van Toverkunst wilde echter niet erkennen dat Voldemort was teruggekeerd en weigerde tevens de leden van de heroplevende Orde te geloven. De leden van de nieuwe Orde besloten Harry echter wél te geloven en hem en de mysterieuze Profetie te beschermen tegen duistere magie. Na het gevecht in 1996 tussen de Orde en de Dooddoeners in het Ministerie op het Departement van Mystificatie (de plaats waar de Profetie verborgen lag), raakte het Ministerie eindelijk overtuigd van de waarheid over Voldemorts terugkeer. Een jaar later viel het Ministerie echter onder het bewind van Voldemort en zijn volgelingen en verloor de Orde van de Feniks zijn grote leider. De Orde werd desondanks actiever dan ooit en trachtte de bedreigde Dreuzeltelgen en andere slachtoffers van de Duistere Zijde onder te brengen op een veilige schuilplaats. Op 2 mei 1998, tijdens de Slag om Zweinstein (het hoogtepunt van de Tweede Tovenaarsoorlog), vocht de Orde op leven en dood mee in het ultieme gevecht tegen de Dooddoeners. De Slag eindigde met de dood van Heer Voldemort en de tweede overwinning voor de Orde van de Feniks en hun aanhangers. Daarna werd de organisatie definitief opgeheven.

## Historie

### Oprichting en Eerste Tovenaarsoorlog

#### Oorsprong
De Orde van de Feniks werd opgericht door Albus Perkamentus, toen Heer Voldemort langzamerhand aan kracht won in 1970. Perkamentus richtte de Orde op om krachten te verzamelen om de nodige inspanningen te kunnen leveren die nodig waren om Voldemorts bedreigingen en krachten te laten afnemen. Schouwers van het Ministerie van Toverkunst sloten zich al snel aan bij de Orde, weliswaar in het geheim, zodat ze de Duistere Zijde beter wisten te benaderen. Perkamentus kreeg het idee om een nieuw communicatiemiddel te creëren onder leden van de Orde: het laten spreken van een Patronus.
Aanvankelijk behoorden veelal Dreuzels en Dreuzeltelgen tot de slachtoffers van de Dooddoeners, maar na een tijd begonnen ook bloedverraders (tovenaars of heksen die nauwe contacten hadden met Dreuzels) zich bedreigd te voelen. Enkele leden van de Orde behoorden tot deze groep, waaronder Fabian en Gideon Protser die koelbloedig vermoord werden door een groep van vijf Dooddoeners (onder leiding van Antonin Dolochov). Diederik Deemster verdween zonder enige verklaring, de familie Bonkel werd grotendeels uitgeroeid, Bennie Fijnwijk werd brutaal gedood, en Marlène Magister en haar familie werden eveneens vermoord door een groep Dooddoeners, onder wie Totelaer. Ondanks het feit dat de Orde vele verliezen leed in de strijd tegen de Duistere Zijde, bleven ze vechten tot er daarop wederom enkele slachtoffers volgden.  James en Lily Potter trotseerden Voldemort viermaal , en Frank en Lies Lubbermans trotseerden Voldemort driemaal.

#### De Profetie
De uitdaging die beide koppels aangingen zorgde er al snel voor dat hun zoontjes Harry en Marcel beiden bedoeld konden worden in de profetie van Sybilla Zwamdrift, die omschreef dat een eind juli geboren jongen de kracht zou bezitten om de Heer van het Duister te doden. Voormalig Dooddoener Severus Sneep wist een groot deel van de Profetie af te luisteren en rapporteerde hetgeen hij gehoord had aan Heer Voldemort. Deze was ervan overtuigd dat de voorspelling op Harry Potter sloeg en hij nam de beslissing om diens ouders, James en Lily, uit de weg te ruimen. Dit zette Sneep aan om naar de goede kant over te lopen, want hij was al geruime tijd verliefd op Lily en kon het Voldemort niet vergeven dat hij haar had vermoord.
Perkamentus was op de hoogte van het feit dat Sneep een belangrijk deel van de Profetie had doorgebriefd aan Voldemort en voorzag het huis van de Potters daarom van de Fideliusbezwering. Aanvankelijk zou James' vriend Sirius Zwarts de Geheimhouder worden, maar op het laatste moment was de beslissing gevallen op Peter Pippeling, eveneens een goede schoolvriend van James. Pippeling verraadde de Potters echter aan Voldemort, waardoor hij hen kwam opzoeken in Goderics Eind op 31 oktober 1981. Hij doodde James vrijwel onmiddellijk, maar gaf Lily de mogelijkheid om te blijven leven (op verzoek van Sneep). Ze weigerde een stap opzij te zetten maar bleef Harry beschermen en smeekte Voldemort hem geen kwaad te doen. Lily liet uiteindelijk het leven, maar door haar bescherming en liefde voor Harry, kaatste Voldemorts Vloek des Doods terug en was hij plots niets meer dan een schim. De reden waarom hij niet helemaal stierf is het feit dat Voldemort bij elke moord die hij pleegde een Gruzielement creëerde. Voldemort verloor enkel zijn lichaam, maar zijn ziel bleef intact. Bij zijn aanval op Harry maakte hij onbewust en onbedoeld een nieuw Gruzielement aan: Harry zelf. In de vorm van een bliksemvormig litteken leefde Voldemorts stukje ziel verder in Harry. Verrader Pippeling vluchtte en ensceneerde zijn eigen dood. Bovendien liet hij Sirius Zwarts opdraaien voor de moord en zorgde hij ervoor dat die naar Azkaban werd overgebracht.

#### Eerste ontbinding
De Eerste Tovenaarsoorlog eindigde met de overwinning van de Orde en het Ministerie, hoewel de Dooddoeners nog steeds gevaar vormden voor de bevolking. Vier van hen: de Van Detta-broers Rabastan en Rodolphus, diens vrouw Bellatrix en Barto Krenck Jr., vielen de Lubbermansen kort nadat Heer Voldemort werd verslagen aan. Lies en Frank werden krankzinnig nadat ze de Cruciatusvloek ondergingen. De Dooddoeners en velen van hun aanhangers werden terechtgesteld en opgesloten in Azkaban. Sommigen werden beschuldigd door Igor Karkarov, zelf een Dooddoener die werd vrijgelaten in ruil voor cruciale informatie. Anderen, waaronder Lucius Malfidus, beweerden dat ze tijdens hun wandaden onder de Imperiusvloek hadden verkeerd. Leden van de Orde zagen echter al meteen in dat ze logen over hun onschuld.
Albus Perkamentus en Severus Sneep, die ondertussen was overgestapt naar de kant van de Orde, verwachtten dat Voldemort zeker zou terugkeren. Ze wisten ook dat Voldemort het dan op Harry Potter zou hebben gemunt en bedachten daarom een plan om de jongen te beschermen. Na Voldemorts tijdelijke val werd de Orde voor de eerste maal ontbonden.

### Heroprichting
Op 24 juni 1995 won Heer Voldemort opnieuw aan kracht. Zijn dienaar Barto Krenck Jr., die tijdens het Toverschool Toernooi op Zweinstein zich als Alastor Dolleman had vermomd, manipuleerde de Vuurbeker om Harry Potter te laten participeren. Op het moment dat hij en Carlo Kannewasser samen de Toverschool Trofee aanraakten, werden ze onvrijwillig getransporteerd naar de begraafplaats van Havermouth. Peter Pippeling vermoordde Carlo en gebruikte Harry's bloed om Voldemort te reïncarneren in een grote ketel toverdrank. Na zijn herrijzenis sprak Voldemort zijn overgebleven Dooddoeners toe. Vervolgens ging hij een duel aan met Harry, maar die wist te ontkomen en aan Perkamentus mee te delen dat Voldemort was teruggekeerd.
Binnen het uur werden bijna alle voormalige leden van de Orde geïnformeerd over Voldemorts terugkeer. Perkamentus stuurde de door het Ministerie nog steeds gezochte Sirius Zwarts in de gedaante van een hond naar overige leden om hen te waarschuwen over de recente feiten. Na de heroprichting van de Orde werd Grimboudplein 12 als hoofdkwartier gebruikt. Het huis was eigendom van Sirius Zwarts en hij kon het eveneens gebruiken als schuilplaats. Het huis werd beschermd door de Fideliusbezwering met Perkamentus als Geheimhouder. Perkamentus wilde dat de leden van de Orde Harry te allen tijde zouden beschermen. Harry's vrienden Ron en Hermelien assisteerden de Orde, ook al werden ze niet beschouwd als leden wegens hun minderjarigheid.

### De link met het Ministerie
Perkamentus en de andere leden van de Orde hadden Voldemorts terugkeer direct aanvaard, al gold dit niet voor de medewerkers van het Ministerie. Zij geloofden niet dat zoiets daadwerkelijk gebeurd kon zijn en schilderden Perkamentus af als seniele oude man. Vooral Minister Cornelis Droebel was fel gekant tegen Perkamentus' uitingen over de heropleving van de Duistere Zijde en hij dacht dat die zijn functie als Minister van Toverkunst wilde opeisen. Jaren geleden had Perkamentus inderdaad de kans om die functie uit te oefenen, maar hij koos uiteindelijk voor zijn plaats als schoolhoofd op Zweinstein. In Droebels vroege carrière vroeg hij steeds advies aan Perkamentus, waardoor hij erg afhankelijk van hem werd. Enkele Schouwers van het Ministerie, waaronder Romeo Wolkenveldt en Nymphadora Tops, geloofden echter wel de verhalen van het schoolhoofd en sloten zich in het geheim aan bij de Orde.
Onder de invloed van het Ministerie schilderde de Ochtendprofeet Harry en Perkamentus af als leugenaars en aandachtzoekers, waardoor de meeste mensen niet geloofden dat Voldemort echt was teruggekeerd. De Orde van de Feniks werd genoodzaakt om onder te duiken en geen afspraken te maken onder een grote menigte, vanwege het gevaar betrapt te worden. Voldemort en zijn Dooddoeners deden hun voordeel met het ongeloof van het Ministerie. Hun hoofddoel was het bemachtigen van de Profetie die op het Ministerie verborgen lag. De leden van de Orde legden hindernissen aan voor de Dooddoeners, maar ze konden hen er niet van weerhouden om binnen te dringen.
Door Legilimentie kon Voldemort Harry aanzetten het Ministerie te betreden en zelf naar de Profetie te lopen. In die tijd had Harry samen met Ron, Hermelien en andere schoolgenoten de Strijders van Perkamentus opgericht, een organisatie die zich bezighield met de verdediging tegen de Zwarte Kunsten. De groep tieners werd op het Ministerie in de val gelokt door twaalf Dooddoeners. De Orde kwam dit snel genoeg te weten omdat Harry eerder op school een hint had gegeven aan Severus Sneep over Sirius' ogenschijnlijke gijzeling in het Ministerie. De Schouwers reisden af naar het Departement van Mystificatie, waar ze het gevecht met de Dooddoeners aangingen. In het heetst van de strijd brak de Profetie, maar de leden van de SVP konden gered worden. Sirius Zwarts stierf in de strijd, toen Bellatrix van Detta hem met een vervloeking trof. Later arriveerde ook Perkamentus die de rest van de Dooddoeners verdreef. Uiteindelijk vocht hij met Voldemort zelf om Harry te beschermen.
Aan het einde van het duel kwamen de Minister en enkele medewerkers het Ministerie binnen en zagen ze Voldemort in levenden lijve. Nadat Voldemort Verdwijnselde besefte Droebel dat Perkamentus en Harry het hele jaar lang gelijk hadden gehad waar het Voldemorts terugkeer betrof. Droebel trad af als Minister en werd opgevolgd door Rufus Schobbejak.

### Tweede Tovenaarsoorlog
Tijdens de Tweede Tovenaarsoorlog was het hoofdkwartier van de Orde gevestigd aan het Grimboudplein 12. Dit huis is al eeuwen in bezit van de familie Zwarts. Omdat Sirius Zwarts de oudste nog levende Zwarts was (en ook de enige), was het huis zijn eigendom. Zijn familie had al diverse dreuzel- en tovenaarswerende spreuken over het huis uitgesproken (zo is het bijvoorbeeld onleesbaar gemaakt, dus niet op kaarten te vinden), en heeft Albus Perkamentus zijn eigen spreuken eraan toegevoegd.
Ook was de Fideliusbezwering over het huis uitgesproken. De Geheimhouder was Perkamentus zelf, en men kon alleen het huis binnentreden, als men zelf door Perkamentus op de hoogte was gebracht waar het zich bevindt. Knijster, de huiself van de familie Zwarts, kon daardoor niet de plek van het huis verraden, omdat hij niet de Geheimhouder was.
Het is niet precies bekend wat de leden van de Orde van de Feniks na de dood van Perkamentus zijn gaan doen, aangezien Harry, Ron en Hermelien hun eigen geheime missie hadden. De Orde speelde echter nog wel een zeer belangrijke rol in het laatste gevecht, de Slag om Zweinstein. Hiertoe werden zij opgeroepen door de galjoenen die Hermelien Griffel al eerder had gemaakt om gemakkelijk te communiceren in de Strijders van Perkamentus.

## Leden van de Orde
| Naam                   | Lidmaatschap  | Opmerkingen |
| ---------------------- | ------------- | --- |
| Albus Perkamentus (†)  | 1e en 2e Orde | Gedood op zijn eigen verzoek in de Tweede Tovenaarsoorlog door Severus Sneep.                                                                     |
| Alastor Dolleman (†)   | 1e en 2e Orde | Gedood in de Tweede Tovenaarsoorlog tijdens de afleidingsactie om Harry veilig op Het Nest te krijgen door Heer Voldemort.                        |
| Romeo Wolkenveldt      | 2e Orde       | |
| Desiderius Perkamentus | 1e en 2e Orde | |
| Lies Lubbermans        | 1e Orde       | Gemarteld tot ze krankzinnig werd door Bellatrix, Rodolphus en Rabastan van Detta, en Bartolomeus Krenck Jr. nadat Heer Voldemort was verslagen.  |
| Arabella Vaals         | 1e en 2e Orde | |
| Bennie Fijnwijk (†)    | 1e Orde       | Gedood in de Eerste Tovenaarsoorlog. |
| Diederik Deemster (†)  | 1e Orde       | Gedood in de Eerste Tovenaarsoorlog. |
| Dedalus Diggel         | 1e en 2e Orde | |
| Clara Obscura (†)      | 1e Orde       | Gedood in de Eerste Tovenaarsoorlog. |
| Edgar Bonkel (†)       | 1e Orde       | Gedood in de Eerste Tovenaarsoorlog. |
| Engelbert Dop          | 1e en 2e Orde | |
| Emmeline Vonk (†)      | 1e en 2e Orde | Gedood door de Dooddoeners, vlak bij de ambtswoning van de Dreuzelpremier in de Tweede Tovenaarsoorlog.                                           |
| Fabian Protser (†)     | 1e Orde       | Gedood in de Eerste Tovenaarsoorlog. |
| Frank Lubbermans       | 1e Orde       | Gemarteld tot hij krankzinnig werd door Bellatrix, Rodolphus en Rabastan van Detta, en Bartolomeus Krenck Jr. nadat Heer Voldemort was verslagen. |
| Gideon Protser (†)     | 1e Orde       | Gedood in de Eerste Tovenaarsoorlog. |
| James Potter (†)       | 1e Orde       | Gedood in de Eerste Tovenaarsoorlog door Heer Voldemort.                                                                                          |
| Lily Potter (†)        | 1e Orde       | Gedood in de Eerste Tovenaarsoorlog door Heer Voldemort.                                                                                          |
| Marlène Magister (†)   | 1e Orde       | Gedood in de Eerste Tovenaarsoorlog. |
| Minerva Anderling      | 2e Orde       | |
| Levenius Lorrebos      | 2e Orde       | |
| Peter Pippeling (†)    | 1e Orde       | Gedood in de Tweede Tovenaarsoorlog door zijn eigen zilveren hand.                                                                                |
| Remus Lupos (†)        | 1e en 2e Orde | Gedood tijdens de Slag om Zweinstein in de Tweede Tovenaarsoorlog door Antonin Dolochov.                                                          |
| Rubeus Hagrid          | 1e en 2e Orde | |
| Severus Sneep (†)      | 1e en 2e Orde | Verliet de Dooddoeners vóór het einde van de Eerste Tovenaarsoorlog, gedood in de Tweede Tovenaarsoorlog door Nagini.                             |
| Sirius Zwarts (†)      | 1e en 2e Orde | Gedood door Bellatrix van Detta op het Ministerie, waarna hij door een poort viel in de Kamer des Doods in het Departement van Mystificatie.      |
| Severijn Zonderland    | 1e en 2e Orde | Opgesloten in Azkaban nadat hij onder invloed van de Imperiusvloek een deur forceerde op het Ministerie.                                          |
| Arthur Wemel           | 2e Orde       | |
| Bill Wemel             | 2e Orde       | |
| Charlie Wemel          | 2e Orde       | |
| Fleur Delacour         | 2e Orde       | |
| Fred Wemel (†)         | 2e Orde       | Gedood door een explosie gedurende de Slag om Zweinstein (Tweede Tovenaarsoorlog).                                                                |
| George Wemel           | 2e Orde       | |
| Harry Potter           | 2e Orde       | |
| Molly Wemel            | 2e Orde       | |
| Hermelien Griffel      | 2e Orde       | |
| Hecuba Jacobs          | 1e en 2e Orde | |
| Nymphadora Tops (†)    | 2e Orde       | Gedood in de Tweede Tovenaarsoorlog door Bellatrix Van Detta.                                                                                     |
| Ron Wemel              | 2e Orde       | |

## Aanhangers van de Orde
| Naam                      | Associatie | Opmerkingen                                                  |
| ------------------------- | ---------- | ------------------------------------------------------------ |
| Andromeda Tops            | 2e Orde    |                                                              |
| Scheurbek                 | 2e orde    |                                                              |
| Groemp                    | 2e orde    |                                                              |
| Augusta Lubbermans        | 2e Orde    |                                                              |
| Dobby (†)                 | 2e Orde    | Gedood in de Tweede Tovenaarsoorlog door Bellatrix van Detta |
| Filius Banning            | 2e Orde    |                                                              |
| Ginny Wemel               | 2e Orde    |                                                              |
| Firenze                   | 2e Orde    |                                                              |
| Sybilla Zwamdrift         | 2e Orde    |                                                              |
| Hildebrand Slakhoorn      | 2e Orde    |                                                              |
| Knijster                  | 2e Orde    |                                                              |
| Leo Jordaan               | 2e Orde    |                                                              |
| Loena Leeflang            | 2e Orde    |                                                              |
| Tante Marga               | 2e Orde    |                                                              |
| Marcel Lubbermans         | 2e Orde    |                                                              |
| Olympe Mallemour          | 2e Orde    |                                                              |
| Percy Wemel               | 2e Orde    |                                                              |
| Pomona Stronk             | 2e Orde    |                                                              |
| Ted Tops (†)              | 2e Orde    | Gedood in de Tweede Tovenaarsoorlog.                         |
| Strijders van Perkamentus | 2de orde   | Belinda Broom zwaargewond [in de film dood] .                |

### Leden zonder eigen artikel

#### Bennie Fijnwijk
Bennie Fijnwijk (Engels: Benjy Fenwick) werd geboren in de familie Fijnwijk. Waarschijnlijk heeft hij zijn schoolopleiding aan Zweinstein gevolgd en studeerde hij af in 1981, toen de Eerste Tovenaarsoorlog op zijn einde liep.
Bennie werd tijdens de Eerste Tovenaarsoorlog lid van de Orde van de Feniks. Hij heeft verschillende gevechten op zijn naam staan gedurende de Oorlog.
In de tweede helft van 1981, toen de Oorlog op zijn einde liep, werd Fijnwijk bruut vermoord door Dooddoeners; zijn lichaam werd in stukken geblazen. In Harry Potter en de Orde van de Feniks vertelt Alastor Dolleman aan Harry Potter dat er slechts enkele stukjes van Fijnwijk werden teruggevonden na zijn dood.
Mogelijk is Robbie Fijnwijk, die in Harry Potter en de Halfbloed Prins wordt vernoemd, familie van Bennie. Dit is vooralsnog niet bevestigd door de auteur.

#### Diederik Deemster
Diederik Deemster (Engels: Caradoc Dearborn) was een tovenaar, afstammend van de Deemster-familie. Het is niet bekend of hij nog broers of zussen had.
Diederik was een tovenaar die zich tijdens de Eerste Tovenaarsoorlog aansloot bij de Orde van de Feniks. Tijdens het hoogtepunt van de Oorlog verdween hij op onverklaarbare wijze; waarschijnlijk werd hij ontvoerd en gedood door Dooddoeners. Zijn lichaam werd echter nooit teruggevonden.
In Harry Potter en de Orde van de Feniks laat Alastor Dolleman aan Harry Potter een foto van de oorspronkelijke Orde van de Feniks zien. Hij vertelt Harry dat Deemster zes maanden nadat de foto werd gemaakt verdween.

#### Marlène Magister
Marlène Magister (Engels: Marlene McKinnon) werd geboren in de Magister familie, maar het is niet bekend of ze nog broers of zussen had. Volgens de halfreus Rubeus Hagrid behoorden de Magisters tot de meest bedreven tovenaarsfamilies ooit.
Marlène werd lid van de Orde van de Feniks tijdens de Eerste Tovenaarsoorlog. Ze vocht mee in verschillende duellen gedurende de oorlog en hielp hiermee een onbekend aantal Dooddoeners te verslaan. In juli 1981, wanneer de oorlog stilaan op zijn einde liep, werd ze samen met haar familie door Dooddoeners vermoord. Igor Karkarov bevestigde in Harry Potter en de Vuurbeker dat Totelaer mede schuldig was aan Magisters dood.
In Harry Potter en de Orde van de Feniks toont Alastor Dolleman Harry een foto van de voormalige Orde van de Feniks. Hierop staat o.a. Marlène afgebeeld. Het is bekend dat de foto zo'n twee weken voor haar dood werd genomen.

#### Hecuba Jacobs
Hecuba Jacobs is een personage uit de Harry Potterboekenreeks van de Engelse schrijfster J.K.Rowling.
Hecuba Jacobs is een ex-schouwer die werkt voor de Orde van de Feniks. In het zevende deel escorteert ze samen met Dedalus Diggel Harry's Oom Herman, Tante Petunia en Dirk naar een veiligere plek, omdat de magische bescherming op het huis van z'n oom en tante wegvalt, zodra hij 17 wordt. Waar Hecuba en Dedalus Harry z'n familie naartoe brengen is niet bekend.
Haar man Vildal Jacobs is vermoord door Voldemort, omdat hij al vele Dooddoeners had opgepakt.

#### Engelbert Dop
Engelbert Dop (Engels: Elphias Doge) is een personage uit de Harry Potterboekenreeks van de Britse schrijfster J.K. Rowling.
Dop komt voor het eerst ten tonele in de boeken wanneer Harry Potter, voordat hij voor het eerst naar de toverschool Zweinstein gaat, samen met de halfreus Rubeus Hagrid zijn schoolbenodigdheden gaat kopen. Harry en Hagrid komen Dop tegen in De Lekke Ketel, een tovenaarsetablissement in Londen. Harry blijkt zich te kunnen herinneren Dop eerder te hebben ontmoet, en Dop is daarover zeer verheugd.
In het vijfde boek wordt duidelijk dat Dop deel uitmaakte van zowel de oorspronkelijke als de latere Orde van de Feniks. Zijn rol in de Orde wordt niet nader uitgelegd.
In het zevende en laatste boek blijkt dat Dop tijdens zijn eigen schooltijd nauw bevriend was met de ongeveer even oude Albus Perkamentus; de twee zouden onafscheidelijk zijn geweest. Dop was een veel minder begaafd tovenaar dan Perkamentus en adoreerde Perkamentus enorm. Na de dood van Perkamentus wordt Dop geïnterviewd voor de Ochtendprofeet. Het voor Perkamentus zeer positieve verslag van dit interview verschijnt in de zomervakantie in de krant, en Harry leest dit interview voordat hij aan zijn zoektocht naar de Gruzielementen van Heer Voldemort begint. Wanneer hij tijdens die zoektocht eveneens de biografie die roddeljournaliste Rita Pulpers over Perkamentus heeft geschreven, onder ogen krijgt, blijkt dat het verslag in de Ochtendprofeet Perkamentus erg eenzijdig positief belichtte. In de loop van het verhaal komt hij erachter dat de waarheid over Perkamentus ergens in het midden lag: zowel in het interview met Dop als in de biografie van Pulpers zitten waarheden en onwaarheden.

#### Severijn Zonderland
Severijn Zonderland is een personage uit de Harry Potterboekenreeks van J.K. Rowling. Hij komt voor in het vijfde boek.
Zonderland is een goede vriend van Albus Perkamentus en woont in Londen. Hij is een van de oorspronkelijke leden van de Orde van de Feniks die nog steeds bij de Orde zit. In deel 5 was Severijn een van de mensen die Harry bevrijdde bij de Duffelingen. Severijn werd op 31 augustus 1995 gearresteerd toen hij, onder invloed van de Imperiusvloek, probeerde in te breken in het Ministerie van Toverkunst. Hij werd veroordeeld tot een half jaar Azkaban.